# Castellfollit de la Roca
Castellfollit de la Roca (em catalão e oficialmente) ou Castellfullit de la Roca (em castelhano) é um município da Espanha na comarca da Garrotxa, província de Girona, comunidade autónoma da Catalunha. Tem 0,67 km² de área e em 2021 tinha 939 habitantes (densidade: 1 401,5 hab./km²).
É um dos municípios mais pequenos da Espanha, limitado pela confluência dos rios Fluvià e Toronell.
| Gráfico demográfico de Castellfollit de la Roca entre 1991 e 2005 |
| ----------------------------------------------------------------- |
|                                                                   |

## Geografia
Castellfullit de la Roca faz parte do Parque Natural da Zona Vulcânica da Garrotxa.
A aldeia está localizada sobre um rochedo basáltico, o penhasco de Castellfullit. Ele tem mais de 50 metros de altura e quase um quilômetro de comprimento. Este penhasco basáltico é o resultado da ação erosiva dos rios Fluvia e Toronell em detritos vulcânicos de milhares de anos. O penhasco é a superposição de duas camadas de lava: a primeira com 217 mil anos de idade, vem da Serra Batet (Olot) e consiste em lajes. A segunda, tem cerca de 192 mil anos de idade e vem de vulcões Beguda (Sant Joan les Fonts). Devido à espetacular imagem da igreja ao lado das casas, este local já foi fotografado e pintado várias vezes.
O município faz fronteiras com:
| Sant Joan les Fonts | Sant Joan les Fonts | Montagut i Oix      |
| Sant Joan les Fonts |                     | Montagut i Oix      |
| Sant Joan les Fonts | Sant Joan les Fonts | Sant Joan les Fonts |